# Mud and Matrimony
Mud and Matrimony est un film muet réalisé aux États-Unis. Il est sorti le 11 mars 1915.

## Distribution
- Gladys Taylor : la mariée
- Clarence Barr : le marié
- Elsie Bambrick : la servante
- Pat Whelan : le témoin
- Florence Lee : l'épouse du ministre